# Valse dans la nuit
Pour plus de détails, voir Fiche technique et Distribution.
Valse dans la nuit (titre original allemand : Unter den tausend Laternen) est un film allemand, de production franco-allemande, réalisé par Erich Engel, sorti en 1952.

## Synopsis
Elisa visite la maison du compositeur de la nouvelle revue dans laquelle elle doit jouer mais elle découvre qu'il a été assasiné. Les soupçons se portent sur plusieurs des collègues du défunt, dont le musicien français Michel Dumas, a qui les compositions avaient été passé pour les siennes.

## Fiche technique
- Titre : Valse dans la nuit
- Titre original : Unter den tausend Laternen
- Réalisation : Erich Engel
- Scénario : Erich Engel et Robert A. Stemmle, d'après le roman de Robert Gilbert
- Musique : Michael Jary
- Photographie : Ekkehard Kyrath
- Pays de production :  Allemagne de l'Ouest,  France
- Langue : allemand
- Format : Noir et blanc - 1,37:1 - Mono
- Durée : 94 minutes
- Date de sortie : 1952

## Distribution
- Michel Auclair : Michel Dumas
- Gisela Trowe : Betty
- Hanna Rucker : Elisa
- Inge Meysel : Auguste
- René Deltgen : Dr Hennings
- Willy Maertens : Mahnke, Gerichtsvollzieher
- Ernst Schröder : Braun
- Carl-Heinz Schroth : Lüders, Theaterdirektor
- Joseph Offenbach : Taxichauffeur
- Carl Voscherau : Protokollführer
- Katharina Brauren : Lissy, Garderobiere
- Marga Maasberg : Pauline
- Tilla Hohmann : Pensionswirtin
- Renée Lebas : Chanteuse
- Liselotte Malkowsky : Chanteuse

## Distinctions
Le film a été présenté en sélection officielle en compétition au Festival de Cannes 1952.